# Fase de Classificació de la Copa del Món de Rugbi 1999-Europa
La zona Europea tenia per a la Copa del Món de Rugbi de 1999 sis places disponibles a sumar a les 2 nacions Europaes ja classificades: França i Gal·les.

## Fase A

### Grup 1
Ucraïna accedeix a la Fase B.
| Posició | Nació               | Partitss | Partitss | Partitss | Partitss | Punts   | Punts     | Punts      | Taula de punts |
| Posició | Nació               | Jugats   | Guanyats | Empatats | Perduts  | A Favor | En contra | Diferència | Taula de punts |
| ------- | ------------------- | -------- | -------- | -------- | -------- | ------- | --------- | ---------- | -------------- |
| 1       | Ucraïna             | 4        | 4        | 0        | 0        | 177     | 21        | +156       | 12             |
| 2       | Sèrbia i Montenegro | 4        | 2        | 0        | 2        | 18      | 70        | -52        | 8              |
| 3       | Suïssa              | 4        | 1        | 1        | 2        | 40      | 50        | -10        | 7              |
| 4       | Israel              | 4        | 1        | 1        | 2        | 46      | 73        | -27        | 7              |
| 5       | Àustria             | 4        | 1        | 0        | 3        | 15      | 82        | -67        | 6              |

Partits
| Ucraïna | 60 - 0 | Sèrbia i Montenegro | 5 d'octubre de 1996 - Kíev |
|         |        |                     | 5 d'octubre de 1996 - Kíev |

| Àustria | 3 - 0 withdraw | Sèrbia i Montenegro | 26 d'octubre de 1996 - Viena |
|         |                |                     | 26 d'octubre de 1996 - Viena |

| Suïssa | 0 - 30 | Ucraïna | 2 de novembre de 1996 - Nyon |
|        |        |         | 2 de novembre de 1996 - Nyon |

| Israel | 15 - 3 | Àustria | 23 de novembre de 1996 - Tel-Aviv |
|        |        |         | 23 de novembre de 1996 - Tel-Aviv |

| Israel | 9 - 9 | Suïssa | 30 de novembre de 1996 - Tel-Aviv |
|        |       |        | 30 de novembre de 1996 - Tel-Aviv |

| Sèrbia i Montenegro | 8 - 0 | Suïssa | 1 de març de 1997 - Belgrad |
|                     |       |        | 1 de març de 1997 - Belgrad |

| Àustria | 6 - 36 | Ucraïna | 26 d'abril de 1997 - Viena |
|         |        |         | 26 d'abril de 1997 - Viena |

| Sèrbia i Montenegro | 10 - 7 | Israel | 10 de maig de 1997 - Pancevo |
|                     |        |        | 10 de maig de 1997 - Pancevo |

| Ucraïna | 51 - 15 | Israel | 17 de maig de 1997 - Odessa |
|         |         |        | 17 de maig de 1997 - Odessa |

| Suïssa | 31 - 3 | Àustria | 24 de maig de 1997 - Basel |
|        |        |         | 24 de maig de 1997 - Basel |

### Grup 2
Croacia accedeix a la Fase B.
Final Standings
| Posició | Nació    | Partitss | Partitss | Partitss | Partitss | Punts   | Punts     | Punts      | Taula de punts |
| Posició | Nació    | Jugats   | Guanyats | Empatats | Perduts  | A Favor | En contra | Diferència | Taula de punts |
| ------- | -------- | -------- | -------- | -------- | -------- | ------- | --------- | ---------- | -------------- |
| 1       | Croàcia  | 4        | 4        | 0        | 0        | 192     | 67        | +125       | 12             |
| 2       | Letònia  | 4        | 3        | 0        | 1        | 165     | 52        | +113       | 10             |
| 3       | Moldàvia | 4        | 2        | 0        | 2        | 53      | 81        | -28        | 8              |
| 4       | Noruega  | 4        | 1        | 0        | 3        | 42      | 125       | -83        | 6              |
| 5       | Bulgària | 4        | 0        | 0        | 4        | 44      | 171       | -127       | 4              |

Partits
| Letònia | 44 - 6 | Noruega | 28 de setembre de 1996 - Riga |
|         |        |         | 28 de setembre de 1996 - Riga |

| Noruega | 7 - 43 | Croàcia | 12 d'octubre de 1996 - Stavanger |
|         |        |         | 12 d'octubre de 1996 - Stavanger |

| Bulgària | 6 - 14 | Moldàvia | 12 d'octubre de 1996 - Sofia |
|          |        |          | 12 d'octubre de 1996 - Sofia |

| Moldàvia | 3 - 8 | Letònia | 19 d'octubre de 1996 - Chisinau |
|          |       |         | 19 d'octubre de 1996 - Chisinau |

| Bulgària | 31 - 46 | Croàcia | 26 d'octubre de 1996 - Sofia |
|          |         |         | 26 d'octubre de 1996 - Sofia |

| Moldàvia | 31 - 7 | Noruega | 3 de maig de 1997 - Chisinau |
|          |        |         | 3 de maig de 1997 - Chisinau |

| Letònia | 89 - 0 | Bulgària | 10 de maig de 1997 - Riga |
|         |        |          | 10 de maig de 1997 - Riga |

| Croàcia | 60 - 5 | Moldàvia | 10 de maig de 1997 - Split |
|         |        |          | 10 de maig de 1997 - Split |

| Croàcia | 43 - 24 | Letònia | 17 de maig de 1997 - Makarska |
|         |         |         | 17 de maig de 1997 - Makarska |

| Noruega | 22 - 7 | Bulgària | 24 de maig de 1997 - Oslo |
|         |        |          | 24 de maig de 1997 - Oslo |

### Grup 3
Andorra accedeix a la Fase B.
| Posició | Nació     | Partitss | Partitss | Partitss | Partitss | Punts   | Punts     | Punts      | Taula de punts |
| Posició | Nació     | Jugats   | Guanyats | Empatats | Perduts  | A Favor | En contra | Diferència | Taula de punts |
| ------- | --------- | -------- | -------- | -------- | -------- | ------- | --------- | ---------- | -------------- |
| 1       | Andorra   | 4        | 4        | 0        | 0        | 139     | 65        | +74        | 12             |
| 2       | Suècia    | 4        | 3        | 0        | 1        | 191     | 60        | +131       | 10             |
| 3       | Hongria   | 4        | 2        | 0        | 2        | 50      | 79        | -29        | 8              |
| 4       | Lituània  | 4        | 1        | 0        | 3        | 70      | 157       | -87        | 6              |
| 5       | Luxemburg | 4        | 0        | 0        | 4        | 27      | 116       | -89        | 4              |

Partits
| Lituània | 26 - 3 | Luxemburg | 5 d'octubre de 1996 - Vilnius |
|          |        |           | 5 d'octubre de 1996 - Vilnius |

| Andorra | 54 - 24 | Lituània | 19 d'octubre de 1996 - Andorra la Vella |
|         |         |          | 19 d'octubre de 1996 - Andorra la Vella |

| Suècia | 39 - 17 | Hongria | 19 d'octubre de 1996 - Vanersborg |
|        |         |         | 19 d'octubre de 1996 - Vanersborg |

| Luxemburg | 3 - 12 | Hongria | 2 de novembre de 1996 - Cessange |
|           |        |         | 2 de novembre de 1996 - Cessange |

| Andorra | 21 - 20 | Suècia | 2 de novembre de 1996 - Andorra la Vella |
|         |         |        | 2 de novembre de 1996 - Andorra la Vella |

| Luxemburg | 16 - 30 | Andorra | 15 de març de 1997 - Cessange |
|           |         |         | 15 de març de 1997 - Cessange |

| Suècia | 48 - 5 | Luxemburg | 19 d'abril de 1997 - Karlskrona |
|        |        |           | 19 d'abril de 1997 - Karlskrona |

| Lituània | 17 - 84 | Suècia | 3 de maig de 1997 - Plungė |
|          |         |        | 3 de maig de 1997 - Plungė |

| Hongria | 16 - 3 | Lituània | 31 de maig de 1997 - Budapest |
|         |        |          | 31 de maig de 1997 - Budapest |

| Hongria | 5 - 34 | Andorra | 14 de juny de 1997 - Budapest |
|         |        |         | 14 de juny de 1997 - Budapest |

## Fase B

### Grup 1
Itàlia i Georgia accedeixen a la Fase C.
Final Standings
| Posició | Nació     | Partitss | Partitss | Partitss | Partitss | Punts   | Punts     | Punts      | Taula de punts |
| Posició | Nació     | Jugats   | Guanyats | Empatats | Perduts  | A Favor | En contra | Diferència | Taula de punts |
| ------- | --------- | -------- | -------- | -------- | -------- | ------- | --------- | ---------- | -------------- |
| 1       | Itàlia    | 4        | 4        | 0        | 0        | 220     | 62        | +158       | 12             |
| 2       | Geòrgia   | 4        | 3        | 0        | 1        | 74      | 60        | +14        | 10             |
| 3       | Croàcia   | 4        | 2        | 0        | 2        | 105     | 90        | +15        | 8              |
| 4       | Rússia    | 4        | 1        | 0        | 3        | 85      | 92        | -7         | 6              |
| 5       | Dinamarca | 4        | 0        | 0        | 4        | 26      | 206       | -180       | 4              |

Partits
| Geòrgia | 29 - 15 | Croàcia | 12 d'octubre de 1997 - Tbilisi |
|         |         |         | 12 d'octubre de 1997 - Tbilisi |

| Dinamarca | 8 - 19 | Geòrgia | 18 d'octubre de 1997 - Copenhaguen |
|           |        |         | 18 d'octubre de 1997 - Copenhaguen |

| Croàcia | 23 - 16 | Rússia | 19 d'octubre de 1997 - Makarska |
|         |         |        | 19 d'octubre de 1997 - Makarska |

| Itàlia | 102 - 3 | Dinamarca | 1 de novembre de 1997 - Brescia |
|        |         |           | 1 de novembre de 1997 - Brescia |

| Itàlia | 31 - 14 | Geòrgia | 11 d'abril de 1998 - L'Aquila |
|        |         |         | 11 d'abril de 1998 - L'Aquila |

| Rússia | 18 - 48 | Itàlia | 18 d'abril de 1998 - Krasnoiarsk |
|        |         |        | 18 d'abril de 1998 - Krasnoiarsk |

| Rússia | 45 - 9 | Dinamarca | 3 de maig de 1998 - Penza |
|        |        |           | 3 de maig de 1998 - Penza |

| Dinamarca | 6 - 40 | Croàcia | 16 de maig de 1998 - Aalborg |
|           |        |         | 16 de maig de 1998 - Aalborg |

| Geòrgia | 12 - 6 | Rússia | 20 de maig de 1998 - Tbilisi |
|         |        |        | 20 de maig de 1998 - Tbilisi |

| Croàcia | 27 - 39 | Itàlia | 6 de juny de 1998 - Makarska |
|         |         |        | 6 de juny de 1998 - Makarska |

### Grup 2
Romania i Holanda accedeixen a la Fase C.
Final Standings
| Posició | Nació         | Partitss | Partitss | Partitss | Partitss | Punts   | Punts     | Punts      | Taula de punts |
| Posició | Nació         | Jugats   | Guanyats | Empatats | Perduts  | A Favor | En contra | Diferència | Taula de punts |
| ------- | ------------- | -------- | -------- | -------- | -------- | ------- | --------- | ---------- | -------------- |
| 1       | Romania       | 4        | 4        | 0        | 0        | 238     | 51        | +187       | 12             |
| 2       | Països Baixos | 4        | 3        | 0        | 1        | 106     | 78        | +78        | 10             |
| 3       | Ucraïna       | 4        | 2        | 0        | 2        | 97      | 87        | +10        | 8              |
| 4       | Polònia       | 4        | 1        | 0        | 3        | 58      | 152       | -94        | 6              |
| 5       | Bèlgica       | 4        | 0        | 0        | 4        | 49      | 180       | -131       | 4              |

Partits
| Bèlgica | 18 - 83 | Romania | 4 d'octubre de 1997 - Brussel·les |
|         |         |         | 4 d'octubre de 1997 - Brussel·les |

| Ucraïna | 48 - 5 | Bèlgica | 18 d'octubre de 1997 - Kíev |
|         |        |         | 18 d'octubre de 1997 - Kíev |

| Països Baixos | 49 - 7 | Polònia | 26 d'octubre de 1997 - Amsterdam |
|               |        |         | 26 d'octubre de 1997 - Amsterdam |

| Països Baixos | 35 - 13 | Ucraïna | 1 de novembre de 1997 - Amsterdam |
|               |         |         | 1 de novembre de 1997 - Amsterdam |

| Polònia | 30 - 10 | Bèlgica | 28 de març de 1998 - Gdańsk |
|         |         |         | 28 de març de 1998 - Gdańsk |

| Bèlgica | 16 - 19 | Països Baixos | 18 d'abril de 1998 - Brussel·les |
|         |         |               | 18 d'abril de 1998 - Brussel·les |

| Romania | 42 - 3 | Països Baixos | 25 d'abril de 1998 - Bucarest |
|         |        |               | 25 d'abril de 1998 - Bucarest |

| Romania | 74 - 13 | Polònia | 2 de maig de 1998 - Bucarest |
|         |         |         | 2 de maig de 1998 - Bucarest |

| Polònia | 8 - 19 | Ucraïna | 16 de maig de 1998 - Mosir |
|         |        |         | 16 de maig de 1998 - Mosir |

| Ucraïna | 17 - 39 | Romania | 30 de maig de 1998 - Kharkov |
|         |         |         | 30 de maig de 1998 - Kharkov |

### Grup 3
Espanya i Portugal accedeixen a la Fase C.
Final Standings
| Posició | Nació    | Partitss | Partitss | Partitss | Partitss | Punts   | Punts     | Punts      | Taula de punts |
| Posició | Nació    | Jugats   | Guanyats | Empatats | Perduts  | A Favor | En contra | Diferència | Taula de punts |
| ------- | -------- | -------- | -------- | -------- | -------- | ------- | --------- | ---------- | -------------- |
| 1       | Espanya  | 4        | 4        | 0        | 0        | 158     | 42        | +116       | 12             |
| 2       | Portugal | 4        | 3        | 0        | 1        | 120     | 60        | +60        | 10             |
| 3       | Alemanya | 4        | 2        | 0        | 2        | 102     | 82        | +20        | 8              |
| 4       | Txèquia  | 4        | 1        | 0        | 3        | 80      | 105       | -25        | 6              |
| 5       | Andorra  | 4        | 0        | 0        | 4        | 45      | 216       | -171       | 4              |

Partits
| Txèquia | 45 - 20 | Andorra | 13 de setembre de 1997 - Praga |
|         |         |         | 13 de setembre de 1997 - Praga |

| Andorra | 11 - 56 | Alemanya | 4 d'octubre de 1997 - Andorra la Vella |
|         |         |          | 4 d'octubre de 1997 - Andorra la Vella |

| Alemanya | 31 - 17 | Txèquia | 18 d'octubre de 1997 - Hannover |
|          |         |         | 18 d'octubre de 1997 - Hannover |

| Andorra | 3 - 62 | Espanya | 8 de novembre de 1997 - Andorra la Vella |
|         |        |         | 8 de novembre de 1997 - Andorra la Vella |

| Espanya | 39 - 8 | Txèquia | 30 de novembre de 1997 - Santander |
|         |        |         | 30 de novembre de 1997 - Santander |

| Portugal | 30 - 6 | Alemanya | 4 d'abril de 1998 - Lisboa |
|          |        |          | 4 d'abril de 1998 - Lisboa |

| Txèquia | 10 - 15 | Portugal | 18 d'abril de 1998 - Praga |
|         |         |          | 18 d'abril de 1998 - Praga |

| Alemanya | 9 - 24 | Espanya | 26 d'abril de 1998 - Heidelberg |
|          |        |         | 26 d'abril de 1998 - Heidelberg |

| Espanya | 33 - 22 | Portugal | 9 de maig de 1998 - Elx |
|         |         |          | 9 de maig de 1998 - Elx |

| Portugal | 53 - 11 | Andorra | 30 de maig de 1998 - Lousa |
|          |         |         | 30 de maig de 1998 - Lousa |

## Fase C

### Grup 1
Irlanda i Romania accedeixen a la RWC 1999, Georgia es classifica per la repesca.
Final Standings
| Posició | Nació   | Partitss | Partitss | Partitss | Partitss | Punts   | Punts     | Punts      | Taula de punts |
| Posició | Nació   | Jugats   | Guanyats | Empatats | Perduts  | A Favor | En contra | Diferència | Taula de punts |
| ------- | ------- | -------- | -------- | -------- | -------- | ------- | --------- | ---------- | -------------- |
| 1       | Irlanda | 2        | 2        | 0        | 0        | 123     | 35        | +88        | 6              |
| 2       | Romania | 2        | 1        | 0        | 1        | 62      | 76        | -14        | 4              |
| 3       | Geòrgia | 2        | 0        | 0        | 2        | 23      | 97        | -74        | 2              |

Partits
| Irlanda                                                                                        | 70 - 0 | Geòrgia | 14 de novembre de 1998 - Lansdowne Road, Dublín · Àrbitre: Robert Davies |
| Assaigs: Bell, Costello Dempsey 2, Duignan Johns, Maggs O'Shea, Scally Wallace Con.: Elwood 10 |        |         | 14 de novembre de 1998 - Lansdowne Road, Dublín · Àrbitre: Robert Davies |

| Geòrgia                                                     | 23 - 27 | Romania                                                                               | 18 de novembre de 1998 - Lansdowne Road, Dublín · Àrbitre: Jonathan Kaplan Sud-àfrica |
| Assaigs: Brezoianu, Mitu, Solomie Con.: Mitu 3 Pen.: Mitu 2 |         | Assaigs: Kavtarahvili, Tsabadze Con.: Urjukashvili 2 Pen.: Machitidze, Urjukashvili 2 | 18 de novembre de 1998 - Lansdowne Road, Dublín · Àrbitre: Jonathan Kaplan Sud-àfrica |

| Irlanda                                                                                            | 53 - 35 | Romania                                                                  | 21 de novembre de 1998 - Lansdowne Road, Dublín · Àrbitre: Paul Honiss |
| Assaigs: Bell 2, O'Shea Scally, Ward Assaig de càstig 2 Con.: Elwood 3, Humphreys 3 Pen.: Elwood 2 |         | Assaigs: Brezoianu, Fugigi Solomie, Vioreanu 2 Con.: Mitu 2 Pen.: Mitu 2 | 21 de novembre de 1998 - Lansdowne Road, Dublín · Àrbitre: Paul Honiss |

### Grup 2
Anglaterra i Itàlia accedeixen a la RWC 1999, Holanda es classifica per la repesca.
Final Standings
| Posició | Nació         | Partitss | Partitss | Partitss | Partitss | Punts   | Punts     | Punts      | Taula de punts |
| Posició | Nació         | Jugats   | Guanyats | Empatats | Perduts  | A Favor | En contra | Diferència | Taula de punts |
| ------- | ------------- | -------- | -------- | -------- | -------- | ------- | --------- | ---------- | -------------- |
| 1       | Anglaterra    | 2        | 2        | 0        | 0        | 133     | 15        | +118       | 6              |
| 2       | Itàlia        | 2        | 1        | 0        | 1        | 82      | 30        | +52        | 4              |
| 3       | Països Baixos | 2        | 0        | 0        | 2        | 7       | 177       | -170       | 2              |

Partits
| Anglaterra | 110 - 0 | Països Baixos | 14 de novembre de 1998 - The Galpharm Stadium (abans conegut com Alfred McAlpine Stadium), Huddersfield |
|            |         |               | 14 de novembre de 1998 - The Galpharm Stadium (abans conegut com Alfred McAlpine Stadium), Huddersfield |

| Països Baixos | 7 - 67 | Itàlia | 18 de novembre de 1998 - The Galpharm Stadium (abans conegut com Alfred McAlpine Stadium), Huddersfield |
|               |        |        | 18 de novembre de 1998 - The Galpharm Stadium (abans conegut com Alfred McAlpine Stadium), Huddersfield |

| Anglaterra | 23 - 15 | Itàlia | 22 de novembre de 1998 - The Galpharm Stadium (abans conegut com Alfred McAlpine Stadium), Huddersfield |
|            |         |        | 22 de novembre de 1998 - The Galpharm Stadium (abans conegut com Alfred McAlpine Stadium), Huddersfield |

### Grup 3
Escòcia i Espanya accedeixen RWC 1999, Portugal es classifica per la repesca.
Final Standings
| Posició | Nació    | Partitss | Partitss | Partitss | Partitss | Punts   | Punts     | Punts      | Taula de punts |
| Posició | Nació    | Jugats   | Guanyats | Empatats | Perduts  | A Favor | En contra | Diferència | Taula de punts |
| ------- | -------- | -------- | -------- | -------- | -------- | ------- | --------- | ---------- | -------------- |
| 1       | Escòcia  | 2        | 2        | 0        | 0        | 170     | 14        | +156       | 6              |
| 2       | Espanya  | 2        | 1        | 0        | 1        | 24      | 102       | -78        | 2              |
| 3       | Portugal | 2        | 0        | 0        | 2        | 28      | 106       | -78        | 0              |

Partits
| Escòcia | 85 - 11 | Portugal | 28 de novembre de 1998 - Murrayfield, Edimburg |
|         |         |          | 28 de novembre de 1998 - Murrayfield, Edimburg |

| Portugal | 17 - 21 | Espanya | 2 de desembre de 1998 - Murrayfield, Edimburg |
|          |         |         | 2 de desembre de 1998 - Murrayfield, Edimburg |

| Escòcia | 85 - 3 | Espanya | 5 de desembre de 1998 - Murrayfield, Edimburg |
|         |        |         | 5 de desembre de 1998 - Murrayfield, Edimburg |